# Terremotos de Cotabato de 2019
Los terremotos de Cotabato de 2019 fueron un enjambre de terremotos que azotó la provincia de Cotabato en la isla de Mindanao en Filipinas en octubre de 2019. Tres de estos terremotos estaban por encima de 6.0 en la escala de magnitud con una intensidad de Mercalli de VIII. Más de 30 personas murieron y otras 700 resultaron heridas después de estos eventos.

## Información tectónica
Mindanao se encuentra a través del complejo límite convergente entre la Placa de Sunda y la Placa del Mar de Filipinas. Parte de la convergencia oblicua entre estas placas se retoma por subducción a lo largo de la Fosa de Cotabato. El componente de deslizamiento de huelga de la convergencia se acomoda en parte por el Sistema de Fallas de Filipinas y en parte por el Sistema de Fallas de Cotabato, una red de fallas de deslizamiento de siniestro (lateral izquierdo) principalmente NW-SE que forman el límite entre el Arco de Cotabato y el cinturón volcánico central de Mindanao. En el área de la serie de terremotos de octubre de 2019, las fallas individuales incluyen la Falla South Columbio con tendencia NW-SE, la Falla Columbio Norte, la Falla M'Lang, la Falla Makilala-Malungon y la Falla Tangbulan, y la Falla Makilala y Balabag con tendencia SW-NE Culpa.

## Terremotos

### 16 de octubre
El Instituto Filipino de Vulcanología y Sismología (PHIVOLCS) informó que se registró un terremoto de magnitud 6.3 a las 19:37 PST (UTC + 8) con una profundidad de 14.1 kilómetros. El epicentro se encontraba a 22 kilómetros al sureste de Tulunan, Cotabato, donde se sintió el terremoto en la Intensidad VII. VII también fue alcanzado en M'lang y Kidapawan. La intensidad VI se alcanzó en Tacurong, Santo Niño en el sur de Cotabato y Digos en Dávao del Sur. El terremoto fue el resultado de un movimiento sinistral en una falla de deslizamiento de tendencia NW-SE.
Tres centros comerciales en la ciudad de Dávao informaron daños tras el terremoto. En el general Santos, el centro comercial Gaisano fue destruido principalmente después de un incendio provocado por el terremoto. 143 edificios fueron dañados y uno fue destruido. Los edificios dañados incluyeron 40 casas, 70 escuelas, 7 centros de salud, 10 edificios comerciales y 2 lugares de culto.

### 29 de octubre
El 29 de octubre de 2019, un terremoto de magnitud 6.6 golpeó la isla de Mindanao en Filipinas a una profundidad de 14.1 km, según el USGS, y 7 km según PHIVOLCS. La sacudida máxima percibida fue VII en las escalas PEIS y MMS. Esta intensidad se alcanzó en Tulunan, Makilala, la ciudad de Kidapawan, la ciudad de Digos y Malungon. Este terremoto fue causado por el movimiento en una falla de deslizamiento diferente pero relacionada con el evento del 16 de octubre.
Se produjo un gran incendio en la ciudad de General Santos. Hubo cortes de energía en muchas partes de Cotabato y localmente en el sur de Cotabato, Sultan Kudarat y Sarangani. Se reportaron al menos diez muertes, con un mínimo de otros cuatrocientos heridos. Las muertes fueron reportadas en Arakan, Carmen, Tulanan, Makilala, Digos City y Magsaysay. Las clases escolares se suspendieron en partes de Cotabato del Norte, Cotabato del Sur y Sultan Kudarat.

### 31 de octubre
El 31 de octubre de 2019, un terremoto de magnitud 6.5 golpeó la isla de Mindanao en Filipinas a una profundidad de 10 km según el USGS, con el epicentro ubicado a 1 km al sur de Kisante. Se informó un temblor máximo percibido de VII (PEIS) desde Tulunan, Makilala, Kidapawan City, Santa Cruz, Matanao, Magsaysay, Bansalan y Digos City. Algunos edificios en Dávao y Soccksargen sufrieron graves daños y otros colapsaron. El número de muertos por estos dos terremotos (29 y 31 de octubre) se elevó a 24, con más de 500 personas heridas y 2 desaparecidas. Se registraron más de 300 réplicas después del terremoto.
Un hotel en la ciudad de Kidapawan se derrumbó tras el terremoto; Afortunadamente, según el Consejo Nacional de Gestión y Reducción del Riesgo de Desastres (NDRRMC), no había nadie dentro del edificio cuando ocurrió el terremoto. El gobierno de la ciudad de Dávao suspendió las clases en todos los niveles. Residentes afectados en Makilala, Cotabato han suplicado en la carretera necesidades básicas como arroz y tiendas de campaña.Según el NDRRMC, alrededor de 30,000 familias o 150,000 personas afectadas por el terremoto.

## Ayuda internacional
El embajador de Estados Unidos en Filipinas, Sung Kim, y la delegación de la UE en Filipinas ofrecieron sus condolencias al pueblo filipino. El ministro de Relaciones Exteriores de China, Wang Yi, también envió su mensaje de simpatía al Secretario de Relaciones Exteriores de Filipinas, Teodoro Locsin Jr. El gobierno chino ha donado ¥3 millones de yuanes (aproximadamente el equivalente a ₱ 22 millones de pesos) para apoyar los esfuerzos de ayuda por desastre en Mindanao. Mientras tanto, el Consulado español en Filipinas se comprometió a donar hasta 35,000 euros a la Federación Internacional de Sociedades de la Cruz Roja y de la Media Luna Roja y 70,000 euros para ayudar a las personas en agua, higiene y saneamiento.